# 岱山县图书馆
岱山县图书馆（又名岱山图书馆）是一座位于中华人民共和国浙江省舟山市岱山县的公共图书馆。馆舍位于高亭镇长河路126号，坐落于岱山县文化广场上的西侧，是岱山县文化中心建筑群的重要组成部分。面积达2500平方米，分三层。截止2016年，图书馆藏量达280,492册，其中图书221,777册。是文化和旅游部评定的国家一级图书馆。
岱山县图书馆的历史可追溯到清朝时期设立的“蓬山书院”。此后又一度设立过“定海小小图书馆岱山分馆”和“岱山县民众教育馆图书阅报室”。1954年，岱山县文化馆图书室成立。1978年11月，岱山县图书馆正式成立。成立后馆舍几经变迁，最终于2003年搬入现馆舍。

## 历史
清同治元年（1862年），为振兴文教事业，有识之士建明楼五间，设立“蓬山书院”。藏有《四部丛刊》、《二十四史》等书，并制定了章程。光绪三十一年（1905年），书院停运。该书院是岱山县图书馆的发端。抗战时期的1938年，王家恒前往定海，带回一部分“小小图书馆”的流动图书并出借，用以宣传抗日思想后在当地开设定海“小小图书馆”岱山分馆。馆址先设于东沙财神殿，后迁到山嘴头小学，藏书量达500册。馆内还一度创办油印报刊《同舟》，由陆友逵负责，共出八期，内容亦与抗日有关。日军占领岱山后，该馆解体，藏书散失。1946年，岱山县民众教育馆在东沙“红瓦片”房子设立，内设图书阅报室，两年后便停止活动。
1954年4月，岱山县文化馆在东沙镇沙河口林家成立，图书室是其中的重要组成部分之一。首任负责人是王亚，管理员是谢垂节（兼职）。次年馆舍迁到高亭镇章家道地堂前，其中图书室占20平方米。1957年，图书室迁入文化馆在安澜路的新馆舍，前者面积28平方米，后者面积140平方米。1963年1月，藏书量达1800册，其中连环画600册。文革期间，图书室工作全面停止，图书室一度作他用，藏书也损失或被禁锢。1971年初阅览室初步恢复，5月重新开始提供外界服务。文革结束后的1976年，图书室编印了油印小册《图书阵地》，无论是县一级的图书室还是乡村图书室都有了较快的发展。
1978年11月，岱山县图书馆单独建制并正式成立，隶属于岱山县文教局，馆舍仍位于安澜路文化馆内。次年，沈克熙被岱山县委组织部任命为首任馆长。此时，全馆书库划分为外借、阅览、农村、基藏四部分，并有一个面积7平方米的报刊库。藏书量达24000册，发行借书证700张。1984年，岱山县图书馆隶属于岱山县文化广播电视剧领导，次年与岱山县越剧团合并党支部。1985年10月15日，位于高亭镇人民路中段的新馆舍开始建设，次年10月完工落成。馆舍建筑面积1166平方米，总投资32万人民币（其中浙江省拨款4万，舟山地区拨款3.5万，其余为岱山县拨款）。11月20日至25日搬迁完成。搬迁完成后，随即分设六组：外借组、阅览组（含报刊、参考阅览和普通阅览）、少儿借阅组、采编组、农村辅导兼信息咨询组、行政组。新馆于次年陆续向社会开放。后经过全面整理，书库划分如下：外借室主书库，面积125平方米；报刊阅览室辅助书库40.46平方米；农村流通书库40.46平方米；以及少儿阅览室和参考阅览室（兼书库）。1987年底，共有在编人员12名，图书54970册。同年，岱山县图书馆单独成立支部，陈允恭担任党支部书记。
1998年，由于少儿室危房及市政规划建设，馆舍搬迁至临时租赁房内。2000年因租赁房另有他用又进行第二次搬迁。经历几次拓馆，2003年9月，岱山县图书馆迎来第二个新馆，馆址位于岱山县文化广场。2005年，首次被文化部评为国家一级图书馆，之后蝉联三次。

## 馆舍
岱山县图书馆馆舍位于高亭镇长河路126号，坐落于岱山县文化广场上的西侧，是岱山县文化中心建筑群的重要组成部分。面积达2500平方米，分三层，底层为书库，设有260个阅览座位。设计上，采用了开放式的空间设计。2018年，图书馆一楼大厅进行了重新设计，6月16日完工开放，在原有区域分布上增加了读者休闲区和电子阅览区，增设了类似于奶茶商店的“水吧”。馆内图书分全开架借阅区和闭架区。
| 三层 | 办公室     | 馆长室     |            |
| 三层 | 会议室     | 采编室     | 副馆长室   |
| 三层 | 少儿借阅室 | 少儿借阅室 | 参考阅览室 |
| 二层 | 主机房     |            | 外借室     |
| 一层 | 外借室     | 书库       | 读者休闲区 |
| 一层 | 水吧       | 门卫       | 电子阅览区 |

## 馆务

### 馆务概况
岱山县图书馆的组织机构代码为472200449。2016年，图书馆藏量达280,492册，其中图书221,777册。现任馆长为王飞。馆内现有在编职工15名。
岱山县图书馆由岱山县文化和广电旅游体育局管理，具体工作则落实到公共服务科。

### 借阅信息
读者可凭身份证或市民卡办理借书证。最多可同时借阅图书3册，借期为30天。如须续借，可来馆或电话或网上续借1次，续期为15天。
岱山县图书馆开放于每周二、三、五、六、日和每周四下午；周一馆休，周四上午亦不开放。开放时间为上午8:00至11:15；下午14:00至17:00。另外，周二、周五、周六晚上18:00到20:00亦开放（少儿室除外）。节假日照常开放。

### 馆内活动
图书馆利用微信等平台，推出了“信阅服务”“新书推荐”“微谜大家猜”等活动，这些活动贯穿全年，具有极强的参与性。图书馆还将阅读与朗诵相结合，成立了仙岛岱山朗读团，举办“仙岛岱山”朗读会。近年来，岱山县图书馆还邀请专家开展岱山方言趣味课堂，承办了岱山县全民阅读节等活动。

### 数字服务
岱山县图书馆审时度势，引入了移动图书馆，它可以向读者提供多个类别的丰富阅读内容，内置丰富的数字资源，微信关注岱山县图书馆的微信公众号或下载登录APP即可使用。2016年，馆内共有电子图书803,584册。在移动端，除了阅读移动图书馆的图书外，还可自助检索图书、自助查询借阅信息查询等。而网页端也可以实现这些功能。
在馆内，装备有计算机网络系统；采用综合布线技术设置一百多个信息节点接入互联网；引进自动化管理软件，并装备包括自动化管理系统。这些措施提高了岱山县图书馆的智能化水平。馆内还有阳光听书机供视障读者使用。馆内一楼设有电子阅览室

### 分馆信息
岱山通过社区示范文体活动室和农家书屋的建设，实现了全县范围内的社区图书室普及率达100%。同时大力建设图书流通站，受惠百姓，取得了良好的社会效益。
岱山县图书馆还根据当地旅游经济发展迅速的特点，在当地多家民宿和宾馆建立了“三余书屋”，送书前往这些民宿和宾馆。并开展“图书进村居”“图书自助书吧”“万册图书大漂流”等活动，大力支持各乡镇、社区图书室、农家书屋、流通站的建设。